# Người dùng (điện toán)

Trong một chương trình máy tính hoặc trang web, người dùng thường được biểu thị bằng một biểu tượng trừu tượng của một người

Người dùng (tiếng Anh: user) là người sử dụng máy tính hoặc dịch vụ mạng. Người dùng hệ thống máy tính và các sản phẩm phần mềm thường thiếu chuyên môn kỹ thuật cần thiết để hiểu đầy đủ cách thức hoạt động của chúng.  Người dùng cấp cao (power user) dụng các tính năng nâng cao của chương trình, mặc dù họ không nhất thiết có khả năng lập trình máy tính và quản trị hệ thống.
Một người dùng thường có tài khoản người dùng (user account) và được xác định cho hệ thống bằng tên người dùng (username hay user name). Các điều khoản khác cho tên người dùng bao gồm tên đăng nhập (login name), tên màn hình (screenname hay screen name), tên tài khoản (account name), tên hiệu (nickname hay nick).
Một số sản phẩm phần mềm cung cấp dịch vụ cho các hệ thống khác và không có người dùng cuối trực tiếp.

## Thuật ngữ
Một số chuyên gia về khả năng sử dụng đã bày tỏ sự không thích thuật ngữ "người dùng" và đã đề xuất thay đổi nó. Don Norman tuyên bố rằng "Một trong những từ khủng khiếp mà chúng tôi sử dụng là 'người dùng'. Tôi đang ở trong một cuộc thập tự chinh để loại bỏ từ 'người dùng'. Tôi thích gọi họ là 'người' (people)." 